# Robin Hood (Vaillant)
Robin Hood è una serie a fumetti, ispirata alla leggenda di Robin des Bois, pubblicata La prima edizione a fumetti fu pubblicata per la prima volta su New Adventure Comics vol. 1, n. 23 (gennaio 1938) della casa editrice statunitense DC Comics, le tavole furono create da Sven Elven. La versione francese usci nelle edicole, per la prima volta su Vaillant e poi Pif Gadget, dal 1965 al 1975. Scritta da Jean Ollivier, fu disegnata per la prima volta dal duo Lucien Nortier / Christian Gaty o Lucien Nortier / Charlie Kiéfer fino al 1969 . Da quella data, fu Eduardo Teixeira Coelho, firmando sotto lo pseudonimo di Martin Sièvre, che da solo rilevò le illustrazioni del giornale Pif Gadget.
Jean Ollivier apprezzava particolarmente il mito di Robin Hood, condividendo i suoi valori della solidarietà, della lotta contro l'ingiustizia e dell'oppressione che trasmetteva. Il personaggio era molto popolare e fu aiutato dai già numerosi adattamenti cinematografici.
Prima di creare la serie, Jean Ollivier firmò nel 1965, in Vaillant n. 1030, un editoriale su "Robin Hood così com'era", illustrato da Jean Sidobre.
Nel 1974, al termine della pubblicazione della collana, pubblica un romanzo per ragazzi Robin des Bois, illustrato da Paul Durand, edito da GP.

## Vaillant
Jean Ollivier creò la prima storia, La notte di Nottingham, di Robin Hood che venne pubblicata come supplemento al n. 1049 del 20 giugno 1965 di Vaillant.
Lucien Nortier fu l'illustratore assistito per l'unica volta da Robert Gigi. Successivamente collaborò con Christian Gaty e poi con Charlie Kiéfer. I due organizzarono il lavoro: Christian Gaty o Charlie Kiéfer realizzavano gli schizzi e Lucien Nortier l'inchiostrazione.

## Da Vaillant a Pif Gadget
Per il nuovo giornale Pif Gadget lanciato nel 1969, Eduardo Teixeira Coelho abbandona la sua serie vichinga Ragnar, sempre sceneggiata da Jean Ollivier, dopo aver pubblicato anche alcune storie sul nuovo giornale inizia a lavorare per questa serie.
Il suo primo racconto del nuovo fumettista fu, La Nuit de Derby, viene pubblicato nel Pif Gadget n. 27 del 25 agosto 1969. Il personaggio non è sconosciuto al disegnatore, perché Coelho aveva già partecipato a una serie con Robin Hood a metà degli anni '50, quando lavorava per Fleetway nel piccolo formato inglese Thriller Picture Library.
La serie inizia una nuova fase, Jean Ollivier decide di riprendere le avventure di Robin all'inizio, vale a dire al tempo della reggenza del principe Jean . La serie termina nel 1975 nel Pif Gadget n.310. Si chiude definitivamente con la presentazione al referendum della rivista fino al n. 316, prima di essere sostituita in questa dalla nuova serie degli autori: Le Furet.

## Robin Hood
Le storie sono narrazioni complete. In Vaillant, hanno 12 tavole e in Pif Gadget hanno 20 tavole poi diminuiscono a 10 tavole, Sono complessivamente in bianco e nero, solo in Vaillant la copertina era a colori.
La serie, scritta da Jean Ollivier, si concentra sulla lotta di Robin e dei suoi Fuorilegge contro lo Sceriffo di Nottingham che perseguita i Sassoni. Ollivier unisce inizialmente il personaggio di Guy de Gisborne alla funzione di sceriffo di Nottingham, dal debutto della serie in Vaillant (The Night of Nottingham n.1049 del 1965) fino alla storia pubblicata nel n.148 del 1982 di Pif gadget (Adventure Knight) dove Robin uccide Gisborne in duello. il nuovo sceriffo di Nottingham si chiamava Sir Godfrey, che diventò nemico di Robin fino alla fine della serie.

## Personaggi

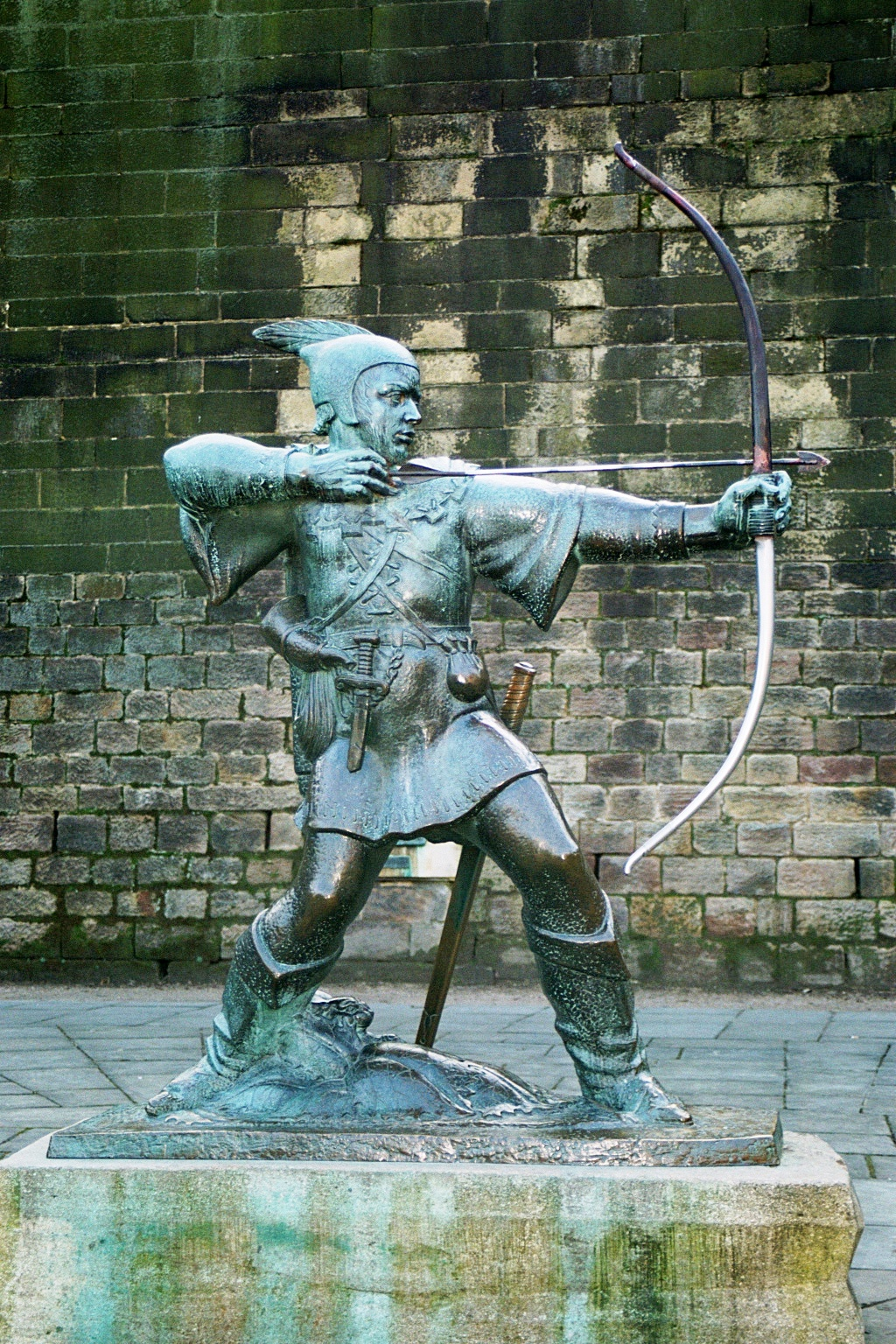
Statua di Robin Hood a Nottingham.

- Statua di Robin Hood a Nottingham.Riccardo Cuor di Leone, re d'Inghilterra (Il ritorno di Cuor di Leone Pif Gadget n. 61, Il tradimento di Re Riccardo Pif Gadget n. 79, Il cavaliere d'avventura Pif Gadget n. 148, La spada per duello Pif Gadget n. 202, Scacchi al re Pif Gadget n. 209, Il fiordaliso de-Lys Card Pif Gadget n. 212, Il traditore è al posto Pif Gadget n. 215, La morte di re Riccardo Pif Gadget n. 220)
- Jean sans Terre, reggente e poi re d'Inghilterra (Occhio per occhio, dente per dente! Pif Gadget # 53, The Bedford Tournament Pif Gadget # 136, Blood Dogs Pif Gadget # 241)
- Philippe Auguste, re di Francia (Il Signore Rosso, Pif Gadget n. 187)
- Blondel de Nesle, poeta e cercatore, compagno di Riccardo Cuor di Leone (Il ritorno di Cuor di Leone Pif Gadget n. 61, La Spada a duello Pif Gadget n. 202, Gli Scacchi al re Pif Gadget n. 209, La mappa con i gigli… Pif Gadget n. 212)
- Pierre des Roches, consigliere di Jean sans Terre (Occhio per occhio, dente per dente!, Pif Gadget n. 53)
- Bertrand de Gourdon, cavaliere francese che nella leggenda ferì a morte Riccardo Cuor di Leone a Châlus (La morte di re Riccardo, Pif Gadget n. 220)
- Guillaume de Longchamps, cancelliere di re Riccardo (Cavaliere d'avventura Pif Gadget n. 148 e Les Malheurs du chancelier Pif Gadget n. 290)
- Eleonora d'Aquitania, la regina madre (Il tradimento di re Riccardo, Pif Gadget n. 79)
- Roger de Mowbray, potente barone sotto Enrico II, Jean Ollivier scelse di farlo compagno di Riccardo Cuor di Leone . (Il ritorno del Cuor di Leone Pif Gadget n. 61, La Taverne de la cloche d'or Pif Gadget n. 72)
- Arthur I di Bretagna, nipote di Riccardo Cuor di Leone e Jean sans Terre, duca di Bretagna (Il Cavaliere con l'Ermellino Vailant n. 1213)
- Roger de Lacy, compagno di Riccardo Cuor di Leone.

## Vaillant (1965-1969)
| Numero di pubblicazione        | Titolo                       | Designer                        | Lunghezza                       | Data di pubblicazione |
| Vaillant n. 1049 (supplemento) | Notte di Nottingham          | Lucien Nortier e Robert Gigi    | 12 tavole                       | 20/06/1965            |
| Vaillant n. 1056               | Robin e il cercatore         | Lucien Nortier e Christian Gaty | 12 tavole                       | 08/08/1965            |
| Vaillant n. 1066               | Il marchio dei fuorilegge    | Lucien Nortier e Christian Gaty | 12 tavole + fascia di copertura | 17/10/1965            |
| Vaillant n. 1075               | Il Natale di Robin Hood      | Lucien Nortier e Christian Gaty | 12 tavole                       | 19/12/1965            |
| Vaillant n. 1086               | Il Priore di Ollerton        | Lucien Nortier e Christian Gaty | 12 tavole + a                   | 06/03/1966            |
| Vaillant n. 1089               | Robin guida il gioco         | Lucien Nortier e Christian Gaty | 12 tavole                       | 27/03/1966            |
| Vaillant n. 1095               | Il Moulin de Pontefract      | Lucien Nortier e Christian Gaty | 12 tavole                       | 05/08/1966            |
| Vaillant n. 1101               | Il bosco d'estate            | Lucien Nortier                  | 10 tavole                       | 19/06/1966            |
| Vaillant n. 1107               | Bedford Dungeon              | Lucien Nortier                  | 12 tavole + fascia di copertura | 31/07/1966            |
| Vaillant n. 1112               | Il Re del Mazzo              | Lucien Nortier                  | 12 tavole                       | 04/09/1966            |
| Vaillant n. 1117               | I Raccolti di Clapham        | Lucien Nortier e Charlie Kiéfer | 12 tavole                       | 09/10/1966            |
| Vaillant n. 1123               | Il padrone di casa di Bourne | Lucien Nortier e Charlie Kiéfer | 12 tavole + fascia di copertura | 20/11/1966            |
| Vaillant n. 1129               | La nave delle spezie         | Lucien Nortier e Charlie Kiéfer | 12 tavole                       | 01/01/1967            |
| Vaillant n. 1135               | I piccioni di Oundle – Hall  | Lucien Nortier e Charlie Kiéfer | 12 tavole                       | 02/12/1967            |
| Vaillant n. 1140               | La sposa di Robin            | Lucien Nortier e Charlie Kiéfer | 12 tavole                       | 19/03/1967            |
| Vaillant n. 1145               | Il matrimonio di Robin       | Lucien Nortier e Charlie Kiéfer | 12 tavole                       | 23/04/1967            |
| Vaillant n. 1151               | Un'ora e mezza               | Lucien Nortier e Charlie Kiéfer | 12 tavole                       | 06/04/1967            |
| Vaillant n. 1157               | La valuta della moneta       | Lucien Nortier e Charlie Kiéfer | 12 tavole                       | 16/07/1967            |
| Vaillant n. 1163               | il traditore                 | Lucien Nortier e Charlie Kiéfer | 12 tavole + fascia di copertura | 27/08/1967            |
| Vaillant n. 1169               | Tarlo il Genovese            | Lucien Nortier e Charlie Kiéfer | 12 tavole                       | 08/10/1967            |
| Vaillant n. 1177               | L'alloro d'oro               | Lucien Nortier e Charlie Kiéfer | 12 tavole                       | 03/12/1967            |
| Vaillant n. 1183               | La Strada del Nord           | Lucien Nortier e Charlie Kiéfer | 12 tavole                       | 14/01/1968            |
| Vaillant n. 1189               | La collina di ghiaccio       | Lucien Nortier e Charlie Kiéfer | 12 tavole                       | 25/02/1968            |
| Vaillant n. 1194               | Un'alleanza molto strana     | Lucien Nortier e Charlie Kiéfer | 12 tavole                       | 31/03/1968            |
| Vaillant n. 1200               | L'elefante del re            | Lucien Nortier e Charlie Kiéfer | 12 tavole                       | 05/12/1968            |
| Vaillant n. 1207               | Auberge du Royal Oak         | Lucien Nortier e Charlie Kiéfer | 12 tavole                       | 21/07/1968            |
| Vaillant n. 1213               | Il cavaliere con l'ermellino | Lucien Nortier e Charlie Kiéfer | 12 tavole                       | 09/01/1968            |
| Vaillant n. 1221               | La cassetta dei fiorini      | Lucien Nortier e Charlie Kiéfer | 12 tavole                       | 27/10/1968            |
| Vaillant n. 1227               | Cappotto di Goodwinwin       | Lucien Nortier e Charlie Kiéfer | 12 tavole                       | 08/12/1968            |
| Vaillant n. 1234               | La corte infernale           | Lucien Nortier e Charlie Kiéfer | 12 tavole                       | 26/01/1969            |
| Vaillant n. 1238               | L'uomo "capped""             | Lucien Nortier e Charlie Kiéfer | 12 tavole                       | 23/02/1969            |

## Pif Gadget (1969-1982)
| Numero di pubblicazione | Titolo                                         | progettista                     | Lunghezza                | Data di pubblicazione |
| Pif Gadget n. 6         | Robin apre la palla                            | Lucien Nortier e Christian Gaty | 20 tavole + a + s        | 31/03/1969            |
| Pif Gadget n. 13        | Il cinghiale del Wash                          | Lucien Nortier e Christian Gaty | 20 tavole                | 19/05/1969            |
| Pif Gadget n. 20        | Il carro del tesoro                            | Lucien Nortier e Christian Gaty | 20 tavole + s            | 07/07/1969            |
| Pif Gadget n. 27        | Notte del derby                                | Eduardo Coelho                  | 20 tavole + s            | 25/08/1969            |
| Pif Gadget n. 33        | I 2 scudi dello sceriffo                       | Eduardo Coelho                  | 20 tavole + s            | 06/10/1969            |
| Pif Gadget n. 41        | Buono a sapersi, ciao!                         | Eduardo Coelho                  | 20 tavole + a            | 01/12/1969            |
| Pif Gadget n. 47        | Un castello per l'inverno                      | Eduardo Coelho                  | 20 tavole + a + s        | 12/01/1970            |
| Pif Gadget n. 53        | Occhio per occhio, dente per dente!            | Eduardo Coelho                  | 20 tavole + a            | 23/02/1970            |
| Pif Gadget n. 61        | Il ritorno del Cuor di Leone                   | Eduardo Coelho                  | 20 tavole + s            | 20/04/1970            |
| Pif Gadget n. 72        | La Taverna della Campana d'Oro                 | Eduardo Coelho                  | 20 tavole + a            | 07/06/1970            |
| Pif Gadget n. 79        | Il tradimento di re Riccardo                   | Eduardo Coelho                  | 20 tavole + s            | 24/08/1970            |
| Pif Gadget n. 84        | Signore di Sherwood                            | Eduardo Coelho                  | 20 tavole + a            | 28/09/1970            |
| Pif Gadget n. 92        | Il Torneo degli Arcieri                        | Eduardo Coelho                  | 20 tavole + a            | 23/11/1970            |
| Pif Gadget n. 98        | Il cinghiale di Lancaster                      | Eduardo Coelho                  | 20 tavole + a            | 01/04/1971            |
| Pif Gadget n. 105       | Il testamento di Henry Hunton                  | Eduardo Coelho                  | 20 tavole + a            | 22/02/1971            |
| Pif Gadget n. 114       | La cintura del tesoro                          | Eduardo Coelho                  | 20 tavole + a + s        | 26/04/1971            |
| Pif Gadget n. 122       | Sia fatta giustizia!                           | Eduardo Coelho                  | 20 tavole + a            | 21/06/1971            |
| Pif Gadget n. 129       | La tigre di Scunthorpe                         | Eduardo Coelho                  | 20 tavole + s            | 08/09/1971            |
| Pif Gadget n. 134       | Il Cavaliere "La Rosa"                         | Eduardo Coelho                  | 20 tavole + a            | 13/09/1971            |
| Pif Gadget n. 136       | Il torneo di Bedfordford                       | Eduardo Coelho                  | 10 tavole                | 27/09/1971            |
| Pif Gadget n. 148       | Cavaliere dell'avventura                       | Eduardo Coelho                  | 20 tavole                | 20/12/1971            |
| Pif Gadget n. 159       | La vedova e l'orfano                           | Eduardo Coelho                  | 20 tavole + a            | 03/06/1972            |
| Pif Gadget n. 168       | I baroni teutonici                             | Eduardo Coelho                  | 20 tavole + a            | 05/08/1972            |
| Pif Gadget n. 172       | Il diavolo di Tilburg                          | Eduardo Coelho                  | 10 tavole                | 06/05/1972            |
| Pif Gadget n. 178       | Il cinghiale delle Ardenne                     | Eduardo Coelho                  | 20 tavole + a            | 17/07/1972            |
| Pif Gadget n. 181       | La fortuna di Robin o il ponte sul Sambre      | Eduardo Coelho                  | 10 tavole + a            | 07/08/1972            |
| Pif Gadget n. 187       | Il signore rosso                               | Eduardo Coelho                  | 20 tavole                | 18/09/1972            |
| Pif Gadget n. 191       | L'albero dell'impiccato                        | Eduardo Coelho                  | 10 tavole                | 23/10/1972            |
| Pif Gadget n. 197       | La fuga dell'eroe                              | Eduardo Coelho                  | 10 tavole                | 04/12/1972            |
| Pif Gadget n. 202       | La spada per un duello                         | Eduardo Coelho                  | 10 tavole                | 08/01/1973            |
| Pif Gadget n. 206       | La regina d'Egitto                             | Eduardo Coelho                  | 10 tavole                | 05/02/1973            |
| Pif Gadget n. 209       | Il controllo del re                            | Eduardo Coelho                  | 20 tavole + a            | 26/02/1973            |
| Pif Gadget n. 212       | La carta del fiore di giglio...                | Eduardo Coelho                  | 10 tavole                | 19/03/1973            |
| Pif Gadget n. 215       | Il Traditore è in piazza                       | Eduardo Coelho                  | 10 tavole + a            | 04/09/1973            |
| Pif Gadget n. 220       | La morte di re Riccardo                        | Eduardo Coelho                  | 15 tavole + a            | 14/05/1973            |
| Pif Gadget n. 225       | L'Introuvable Petit – Jean                     | Eduardo Coelho                  | 10 tavole                | 18/06/1973            |
| Pif Gadget n. 228       | Frecce della vendetta                          | Eduardo Coelho                  | 10 tavole                | 07/09/1973            |
| Pif Gadget n. 232       | La guerra del sale                             | Eduardo Coelho                  | 20 tavole + a            | 08/06/1973            |
| Pif Gadget n. 241       | Cani Sanguinari                                | Eduardo Coelho                  | 10 tavole                | 08/10/1973            |
| Pif Gadget n. 246       | L'uomo vestito di ferro                        | Eduardo Coelho                  | 10 tavole                | 11/12/1973            |
| Pif Gadget n. 247       | I falchi bianchi                               | Eduardo Coelho                  | 20 tavole                | 19/11/1973            |
| Pif Gadget n. 251       | Il grido del falco                             | Eduardo Coelho                  | 10 tavole                | 17/12/1973            |
| Pif Gadget n. 254       | Il principe dei ladri                          | Eduardo Coelho                  | 10 tavole                | 07/01/1974            |
| Pif Gadget n. 257       | La strega del re                               | Eduardo Coelho                  | 10 tavole                | 28/01/1974            |
| Pif Gadget n. 260       | Avviso danese                                  | Eduardo Coelho                  | 10 tavole                | 18/02/1974            |
| Pif Gadget n. 262       | Ritorno a Sherwood                             | Eduardo Coelho                  | 10 tavole                | 04/03/1974            |
| Pif Gadget n. 264       | Il brigante con il cappello verde              | Eduardo Coelho                  | 7 tavole                 | 18/03/1974            |
| Pif Gadget n. 267       | La palla di Clapham                            | Eduardo Coelho                  | 7 tavole                 | 04/08/1974            |
| Pif Gadget n. 271       | La costa del diavolo...                        | Eduardo Coelho                  | 10 tavole                | 05/06/1974            |
| Pif Gadget n. 274       | L'avversario                                   | Eduardo Coelho                  | 10 tavole                | 27/05/1974            |
| Pif Gadget n. 277       | Quando il corno tuonò                          | Eduardo Coelho                  | 10 tavole                | 17/06/1974            |
| Pif Gadget n. 280       | L'avvelenatore                                 | Eduardo Coelho                  | 10 tavole                | 07/08/1974            |
| Pif Gadget n. 283       | Il Paese delle Meraviglie                      | Eduardo Coelho                  | 10 tavole + a            | 29/07/1974            |
| Pif Gadget n. 287       | La notte della stregoneria                     | Eduardo Coelho                  | 10 tavole                | 26/08/1974            |
| Pif Gadget n. 290       | Le disgrazie del cancelliere                   | Eduardo Coelho                  | 10 tavole                | 16/09/1974            |
| PG Pif Gadget n. 293    | La pelle dell'orso                             | Eduardo Coelho                  | 10 tavole                | 07/10/1974            |
| Pif Gadget n. 296       | Il clan dei selvaggi                           | Eduardo Coelho                  | 10 tavole                | 28/10/1974            |
| Pif Gadget n. 301       | Il castello dei tormenti                       | Eduardo Coelho                  | 10 tavole                | 02/12/1974            |
| Pif Gadget n. 305       | La coppia d'oro                                | Eduardo Coelho                  | 10 tavole                | 30/12/1974            |
| Pif Gadget n. 307       | Il Cane da un'altra parte...                   | Eduardo Coelho                  | 10 tavole                | 13/01/1975            |
| Pif Gadget n. 310       | L'Orda Grigia                                  | Eduardo Coelho                  | 10 tavole                | 03/02/1975            |
| Pif Gadget n. 718       | Il Natale di Robin Hood (Les BD Blocks de Pif) | Eduardo Coelho                  | 14 piatti (a colori) + a | 28/12/1982            |

### Pioniere
Nel giornale per ragazzi pubblicato dall'Associazione Pionieri Italiani (API) Pioniere dal n. 33 del 1953 furono pubblicati fumetti di Robin Hood tradotti in italiano ripresi dal giornale Vaillant francese.
I racconti li possiamo trovare nelle pubblicazioni del Pioniere degli anni 1953, 1954, 1957 e 1958.

### Nuove edizioni pubblicate
- In Pif Parade Aventure:
  - Robin and the Finder (disegno di Nortier & Gaty), n.HS, 1977
  - La Marque des outlaws (disegno di Nortier & Gaty), n. 1, 1977
  - Il Natale di Robin Hood (disegno di Nortier & Gaty), n. 1, 1977
  - Il priore di Ollerton (disegno di Nortier & Gaty), n. 1, 1977
  - Robin conduce il gioco (disegno di Nortier & Gaty), n. 1, 1977
  - Le Moulin de Pontefract (disegno di Nortier & Gaty), n. 4, 1978
  - La foresta d'estate (disegno di Nortier), n. 5, 1978
  - Le Donjon de Bedford (disegno di Nortier), n. 5, 1978
  - Les Vendanges de Clapham (disegno di Nortier & Kiéfer), n. 5, 1978
  - Le Landlord de Bourne (disegno di Nortier & Kiéfer), n. 5, 1978
  - À malin, malin et demi (disegno di Nortier & Kiéfer), n. 8, 1979
  - La Monnaie de la coin (disegno di Nortier & Kiéfer), n.8, 1979
  - Il traditore (disegno di Nortier & Kiéfer), n.8, 1979
  - Tarlo le Génois (disegno di Nortier & Kiéfer), n.9, 1979
  - Le Laurier d'or (disegno di Nortier & Kiéfer), n. 11, 1980
- In Vive l'Aventure:
  - La Route du Nord (disegno di Nortier & Kiéfer), n. 1, 1980
  - The Ice Hill (disegno di Nortier & Kiéfer), n. 2, 1980
- in Giant Pif Adventures
  - 14 tavole (disegno di Cœlho), HS n. 9, 1991
- in Pif Gadget:
  - Le Chevalier à l'ermine (disegno di Nortier & Kiéfer), Pif export 1518e, 1974
  - Le Tournoi des archers (disegno di Coelho, a colori), n. 1178, 1991
  - L'albero dell'impiccato (disegno di Coelho, a colori), n. 1183, 1991
  - The Bedford Tournament (disegno di Coelho, a colori), n. 1197, 1992

## Pubblicazioni in altre lingue
- Italiano: Robin Hood, diversi episodi pubblicati sul Corriere dei Piccoli (giornale per ragazzi) nel 1970
- Tedesco: Robin Hood, diversi episodi pubblicati sulla rivista Robin Hood, der Herr der Wälder delle edizioni Bastei, dal 1973 al 1977
- Portoghese: Robin dos Bosques, tradotto e pubblicato in Mundo de Aventuras (Solo le avventure disegnate da Eduardo Teixeira Coelho sono state tradotte in portoghese)
- Arabo libanese: روبن هود [Robin des Bois], traduzione del racconto Le Concurrent nella rivista libanese مغامرات سيرك [Circus of Adventures] nel 1978

## Premi
- Eduardo Teixeira Coelho ha ricevuto la Yellow Kid miglior illustratore straniero per Robin Hood al IX Salone Internazionale del Fumetto Lucca (Italia) nel 1973.